# William Prout

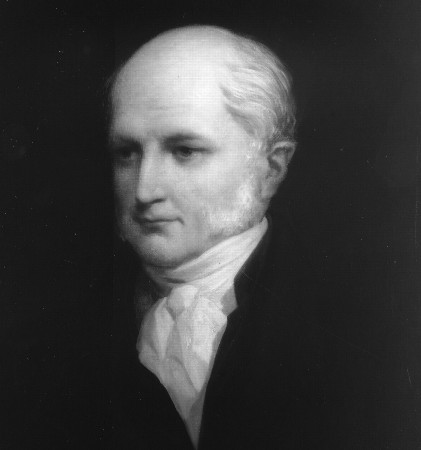
William Prout

William Prout (ur. 15 stycznia 1785 w Horton, zm. 9 kwietnia 1850 w Londynie) – angielski chemik i lekarz. Prowadził badania w dziedzinie chemii fizjologicznej. W 1834 roku odkrył obecność kwasu solnego w żołądku. W 1815 roku ogłosił tzw. hipotezę Prouta, zgodnie z którą atomy wszystkich pierwiastków chemicznych są zbudowane z atomów wodoru. Hipoteza ta została obalona przez belgijskiego chemika Jeana Stasa. Był członkiem Royal Society w Londynie.
W 1827 roku Prout otrzymał Copley Medal, nagrodę naukową przyznawaną przez Royal Society.